# Bernard Gros
Bernard Gros (11 mars 1736, Nuits-Saint-Georges - 20 novembre 1802, Boulogne-sur-Mer), est un avocat et magistrat français, député du tiers-état aux États généraux de 1789.

## Biographie
Avocat au Parlement, procureur fiscal et membre de l'administration provinciale du Boulonnais, il est élu le 31 mars 1789 député du tiers-état de la sénéchaussée de Boulogne aux États généraux. 
À la fin de la législature, où son rôle a été assez effacé, il est nommé juge du district de Boulogne, situation qu'il occupe jusqu'au 10 août 1792. 
Pour échapper à la proscription, il se retire à la campagne et ne revient à Boulogne qu'au mois d'octobre 1802, un mois seulement avant sa mort.

## Famille
Il épouse Marie Suzanne Adrienne Regnault. Leur fille, Henriette Louise Suzanne Gros, épouse le 25 pluviôse an VI, Louis Robert Latteux du Fresne (Boulogne 1er juillet 1770-1848), fils de son collègue député Nicolas Latteux et de Marie Suzanne Cannet
Il est le grand-père de Bernard Augustin Gros-Latteux.